# 3999 Aristarchus
3999 Aristarchus là một tiểu hành tinh vành đai chính. Nó có đường kính 8.26 km. Nó được phát hiện bởi Takuo Kojima ở 1989. Nó được đặt theo tên Aristarchus của Samos, nhà thiên văn học và nhà toán học Hy Lạp cổ đại.